# Piscina

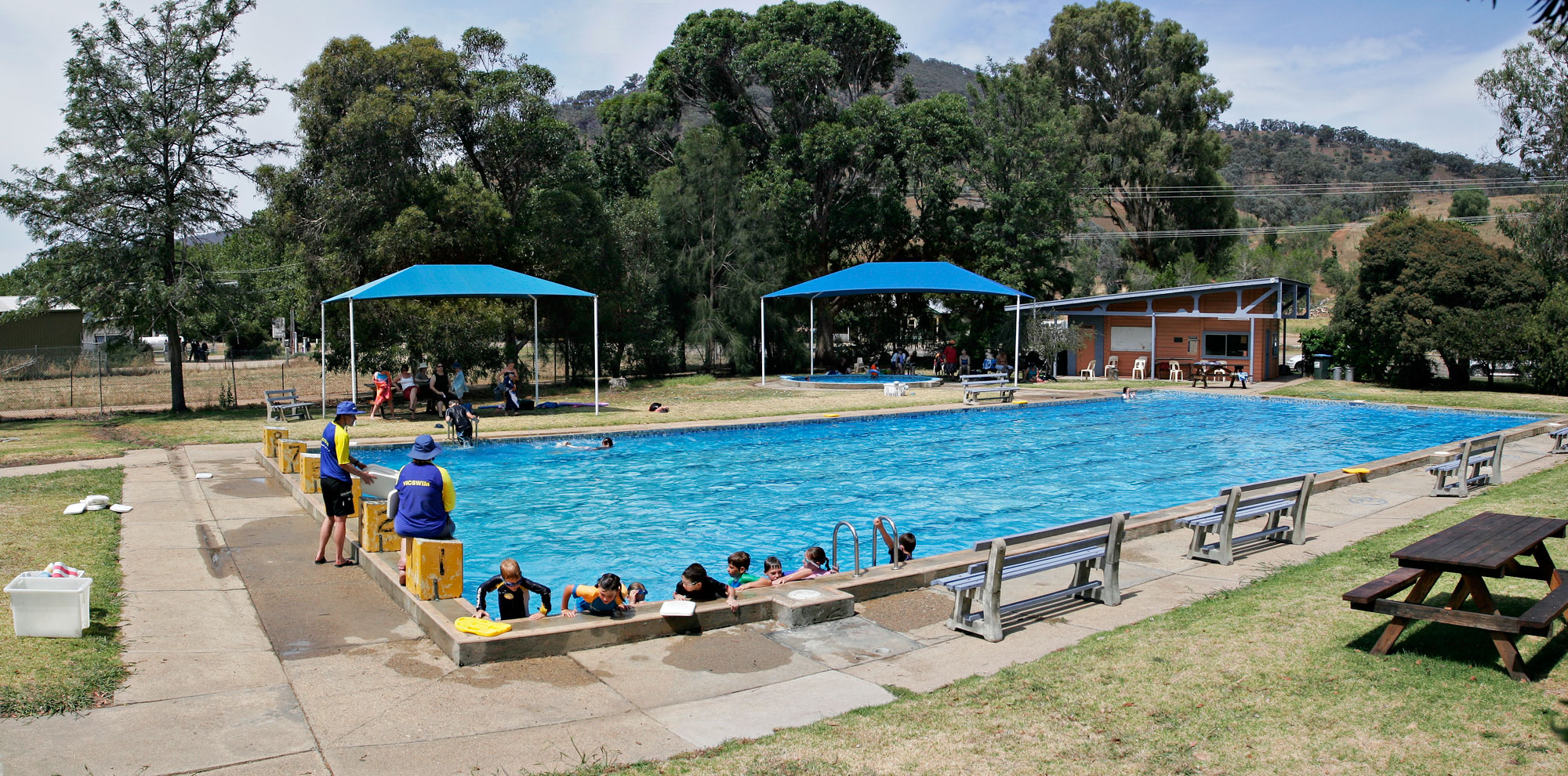
Tipica piscina all'aperto

Una piscina è una vasca  artificiale riempita d'acqua dolce o di mare sottoposta a tecniche di trattamento e disinfezione per garantirne l'igiene (come il cloro, i correttori di pH, l'antialghe, ecc.) è adibita generalmente a sport acquatici oppure ad attività terapeutiche o ricreative. La gestione di una piscina è assoggettata a leggi e norme tecniche specifiche che garantiscono la salute e la sicurezza di coloro che la frequent
La prima piscina di cui si ha notizia e della quale tuttora rimangono i resti è il Grande Bagno a Mohenjo-daro alla Civiltà della valle dell'Indo, nell'odierno Pakistan. La piscina risale al III millennio a.C. e misura 12 metri per 7.
Gli antichi Greci e Romani costruirono vasche artificiali per la preparazione atletica nelle palestre, per i giochi nautici e per le esercitazioni militari. Gli imperatori romani avevano piscine private in cui venivano tenuti anche i pesci, da cui la parola piscina. La prima piscina riscaldata fu costruita da Gaio Mecenate nei suoi giardini sul colle Esquilino di Roma, probabilmente tra il 38 e l'8 a.C.
Le prime piscine dell'età contemporanea vennero costruite a Londra nel 1837. I Bagni di Diana sono considerati la prima piscina pubblica sorta in Italia a Milano, nel 1842.

## Etimologia
Il nome piscina deriva dalle strutture romane usate dai cristiani per il battesimo in cui entravano in piedi per ricevere questo sacramento. I cristiani erano chiamati "piscicules" perché in greco Gesù Cristo era il "pesce" ichthýs.

## Descrizione
Può essere di varie forme e dimensioni, di varie profondità, interrata, od esterna, con struttura in cemento armato, in acciaio, alluminio, legno e rivestita con ceramica o solo tinteggiata con particolari vernici plastificanti. Esistono anche piscine costruite in vetroresina. È necessaria una costante manutenzione per la pulizia ed il trattamento delle acque (contro la formazione di alghe, depositi, fanghi e fogliame se all'esterno, ecc.).
La lunghezza regolamentare di una piscina utilizzata per competizioni agonistiche di nuoto è di 50 m (piscina olimpionica) e da 25 m (vasca corta), che riducono i costi di costruzione e mantenimento e lo spazio necessario, ma permettono ugualmente l'allenamento sulle distanze comunemente utilizzate. La misura standard per praticare competizioni di pallanuoto è invece di 33 m. La forma di queste due vasche è rettangolare.
Le piscine utilizzate a scopo ricreativo tendono a venire costruite nella forma e dimensioni più adatte all'area disponibile. Negli anni 2000 si sono lentamente diffuse anche le piscine gonfiabili da giardino.

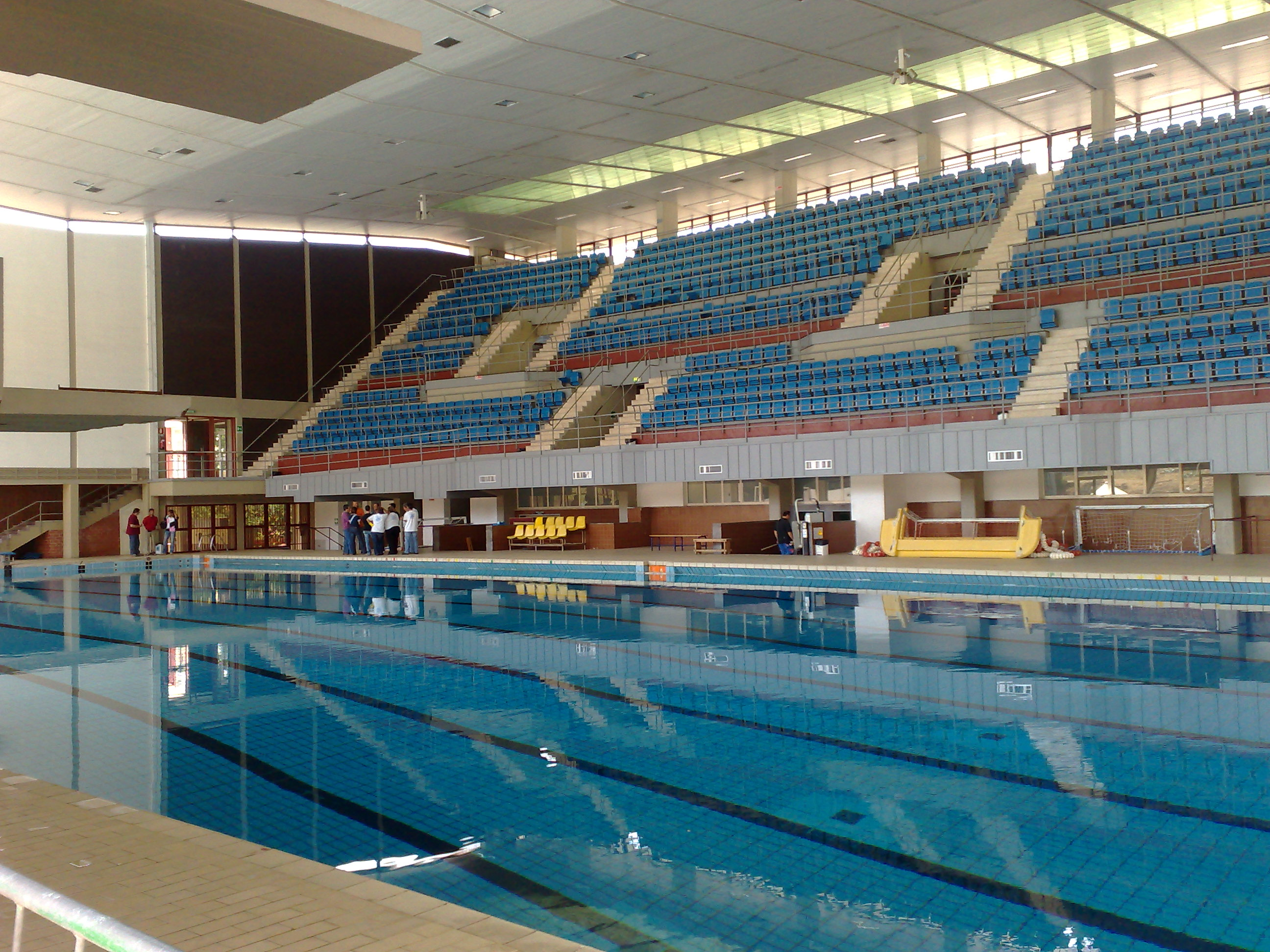
Esempio di piscina al coperto

La legge italiana consente la disinfezione delle piscine sia con i più noti composti clorurati, ma anche con ozono, che porta il potenziale redox a 800 mV, valore al quale i batteri sono eliminati. Anche le vasche di stabulazione delle cozze sono sterilizzate con ozono. 

### Accessori
La piscina può avere molti accessori quali:
- impianto di filtrazione: alla base del funzionamento, consente assieme all'uso di prodotti chimici il mantenimento della trasparenza e balneabilità dell'acqua;
- scambiatori di calore: sono apparecchi che servono a riscaldare l'acqua della vasca. Sono generalmente scambiatori a piastre in acciaio inox o in titanio;
- bocchette ad idromassaggio: sono delle bocchette che mandano acqua miscelata ad'aria e creano un massaggio;
- nuoto contro corrente: molto usato specie in vasche di dimensioni ridotte, è un getto ad alta pressione che, impostato con la velocità di chi nuota, permette l'esercizio del nuoto in aree limitate;
- generatori di onde: composti da pannelli mobili che una volta azionati generano un moto ondoso di ampiezza variabile in base alla velocità di funzionamento;
- fari subacquei: luci di fabbricazione specifica per l'illuminazione e/o la creazione di effetti scenografici;
- scaletta: normalmente in acciaio inox, permette di entrare ed uscire dalla vasca. Possono essere rimovibili o essere integrate nella struttura in base a scelte estetiche/funzionali;
- trampolino: accessorio che permette la pratica dei tuffi;
- scivolo: accessorio ludico che permette di scivolare dentro la piscina.
- robot da piscina: dispositivi che in maniera automatica puliscono il fondale e le pareti di una piscina. Ne esistono di diverse tipologie anche in base alle caratteristiche stesse della piscina.

### Piscina naturale
Questo tipo di struttura è una via di mezzo tra una piscina e un laghetto artificiale, in quanto solitamente il suo fondale ricorda quello di un lago, con sassolini o scogli, ma sotto i quali si trova il fondale artificiale. La principale differenza sta nella pulizia delle acque, che in questo caso avviene con sistemi del tutto naturali, a volte attraverso ulteriori vasche adibite solo a ciò, oppure grazie alla presenza di speciali alghe depuratrici, ma comunque senza utilizzare il cloro.
In Alto Adige e in Toscana, negli ultimi anni si stanno costruendo alcune di queste strutture nei centri abitati più piccoli.

## Record
Al 2008 la più grande piscina del mondo si trova a San Alfonso del Mar, frazione di Algarrobo in Cile a 90 km circa dalla capitale. È lunga 1013 metri, ha un'area di 8 ettari (6.000 piscine standard), contiene 250.000 metri cubi d'acqua e raggiunge una profondità di 35 metri.
La piscina più profonda d'Italia si trova a Montegrotto Terme (PD). Si chiama Y-40 ed è profonda oltre 40 metri (precisamente 42,15 m). Al momento dell'inaugurazione era la più profonda del mondo; è stata successivamente superata da Deep Dive Dubai (60,02 m) e da Deepspot (45,47m).